# 1685 Toro
Toro (asteroide 1685, com a designação provisória 1948 OA) é um asteroide cruzador de Marte. Possui uma excentricidade de .4359701339741508 e uma inclinação de 9.3812º.
Este asteroide foi descoberto no dia 17 de julho de 1948 por Carl A. Wirtanen.